# The Black Stallion
The Black Stallion è un romanzo di Walter Farley del 1941.

## Sequel
Walter Farley ha scritto 20 sequel al suo romanzo The Black Stallion. Nel 1989 ha anche scritto, insieme al figlio Steven, un prequel.

## Adattamento
Nel 1979 dal romanzo è stato tratto il film Black Stallion, diretto da Carroll Ballard ed interpretato da Kelly Reno e Mickey Rooney.

## Edizioni in italiano
- Walter Farley, Lo stallone nero, illustrazioni del pittore Giulio Da Milano, Lattes, Torino [194.?]
- Walter Farley, Lo stallone nero: Unica traduzione autorizzata dall'Inglese. Illustrazioni di Giulio da Milano, S. Lattes e C., Torino 1947
- Walter Farley, Black stallion, traduzione di Gaetano Salinas, Rizzoli, Milano 1981; Biblioteca universale Rizzoli, Milano 1981